# Relaciones Estados Unidos-Liechtenstein
Las relaciones Liechtenstein-Estados Unidos son las relaciones diplomáticas entre Liechtenstein y Estados Unidos.

## Historia
Las relaciones entre las dos naciones han sido estables. Los dos países firmaron en 2002 un Tratado de asistencia jurídica mutua enfocado principalmente en combatir conjuntamente blanqueamiento de dinero y otras actividades bancarias ilegales.
Los Estados Unidos no tienen una embajada diplomática en Liechtenstein, pero el embajador en Suiza, ubicado en Berna, también está acreditado en Liechtenstein. La embajadora Suzan G. LeVine se desempeñó anteriormente como embajadora en Suiza y Liechtenstein, pero a partir del 20 de enero de 2017, LeVine renunció y su puesto quedó vacante. Sin embargo, Liechtenstein tiene una embajada en los Estados Unidos, ubicada en Washington D. C..